# Banco Central de Belice
El Banco Central de Belice (en inglés: Central Bank of Belize) es el banco central de Belice, establecido en 1982. El 1 de octubre de 2016 Joy Grant asumió el cargo de gobernadora del Banco Central de Belice, sucediendo a Glenford Ysaguirre que llevaba en el cargo desde 2008.

## Historia
El Banco Central es el sucesor natural de la Autoridad Monetaria de Belice, establecida de 1976 a 1981, y la Junta de Comisionados de la Moneda que estaba en funcionamiento desde 1894. Este último es responsable de la crisis de la devaluación que generó el movimiento nacionalista de la década de 1950.